# Edward Albert
Edward Laurence Albert, także Eddie Albert Jr. (ur. 20 lutego 1951 w Los Angeles, zm. 22 września 2006 w Malibu) – amerykański aktor filmowy i telewizyjny, producent filmowy.

## Życiorys

### Wczesne lata
Urodził się w Los Angeles. Jego matka, Maria Marguerita Guadelupe Bolda y Castilla, zasłynęła jako tancerka i aktorka pod pseudonimem Margo (wystąpiła m.in. w filmach: Jutro będę płakać, Viva Zapata!, Zagubiony horyzont). Miał siostrę Marię Zucht. Jego ojciec Eddie Albert był aktorem pochodzenia niemieckiego. Studiował na University of California, Los Angeles i Oxford University.

### Kariera
Zadebiutował na kinowym ekranie jako 14-latek w dramacie The Fool Killer (1965) u boku Anthony’ego Perkinsa.
Rola niewidomego prawnika w komedii romantycznej Motyle są wolne (Butterflies Are Free, 1972) z Goldie Hawn przyniosła mu nagrodę Złotego Globa w kategorii najbardziej obiecujący debiut. Grał kochanka Ann Stanley (Liv Ullmann) i chłopaka jej córki w komedii Czterdzieści karatów (40 Carats, 1973), gdzie w wypadku na planie Albert został ciężko ranny, łamiąc ramię i obojczyk w sześciu miejscach.

## Życie prywatne
W latach 1970–1972 był związany z Kate Jackson. W 1976 poznał aktorkę Katherine „Kate” Woodville, z którą się ożenił 27 czerwca 1979. Mieli córkę Thaïs Carmen (ur. 26 sierpnia 1980 w Los Angeles).

### Ostatnie lata i śmierć
W ostatnich latach swojego życia opiekował się ojcem, który cierpiał na chorobę Alzheimera i zmarł 26 maja 2005 na zapalenie płuc. 18 miesięcy po śmierci ojca, Albert zmarł 22 września 2006 roku, cierpiąc przez 18 miesięcy na raka płuc.

## Filmografia

### Filmy fabularne
- 1965: The Fool Killer jako George Mellish
- 1972: Motyle są wolne (Butterflies Are Free) jako Don Baker
- 1973: Czterdzieści karatów (40 Carats) jako Peter Latham
- 1974: Śmiertelny rejs (Death Cruise) jako James Radney
- 1976: Bitwa o Midway (Midway) jako podporucznik Thomas Garth
- 1980: Gdy czas ucieka (When Time Ran Out...) jako Brian
- 1981: Galaktyka grozy (Galaxy of Terror) jako Cabren
- 1982: Dom w którym czai się zło (The House Where Evil Dwells) jako Ted Fletcher
- 1992: Ucieczka po lodzie (The Ice Runner) jako Jeffrey West
- 1994: Strażnik pierwszej damy (Guarding Tess) jako Barry Carlisle
- 1996: Mały Gliniarz (Kid Cop) jako Frank Rebbins
- 2001: Mutant 2 (Mimic 2) jako Darksuit

### Seriale TV
- 1974: Kung Fu jako Johnny Kingsley McLean
- 1975: Rekruci (The Rookies) jako Edward Milland
- 1978: Statek miłości (The Love Boat) jako Doug Warren
- 1984: Napisała: Morderstwo (Murder, She Wrote) jako Tony Holiday
- 1987–1990: Piękna i Bestia (Beauty and the Beast) jako Elliot Burch
- 1991: Paradise, znaczy raj (Paradise lub Guns of Paradise) jako Robert Carroll
- 1993: Jedwabne pończoszki (Silk Stalkings) jako Edgardo / Tio Mendoza / Felix Bustamente
- 1993: Star Trek: Stacja kosmiczna (Star Trek: Deep Space Nine) jako Zayra
- 1993: Prawnicy z Miasta Aniołów (L.A. Law) jako Warren McElroy
- 1993: Doktor Quinn (Dr. Quinn, Medicine Woman) jako dr William Burke
- 1996: Fantastyczna Czwórka (Fantastic Four) jako Norrin Radd/Srebrny Surfer (głos)
- 1996: Spider-Man jako Matt Murdock/Daredevil (głos)
- 1996: Strażnik Teksasu (Walker, Texas Ranger) jako Taylor Griffin
- 1997: Portret zabójcy (Profiler) jako Arthur deRhodes
- 1997: Port Charles jako Bennett Devlin
- 1997: Conan jako Dor
- 1998: Sabrina, nastoletnia czarownica (Sabrina, the Teenage Witch) jako Diamond Dave LaRouche
- 1999: Nash Bridges jako Charles Gandy
- 1999: Stan wyjątkowy (Martial Law) jako zastępca szefa Bain
- 2001: Power Rangers Time Force jako pan Collins, ojciec Wesa